# José Wilson Pereira
José Wilson Pereira (Aracoiaba, 15 de dezembro de 1931) é um ex-pentatleta olímpico e coronel brasileiro. 

## Carreira
José Wilson Pereira representou o Brasil nos Jogos Olímpicos de 1960 e 1964, na qual ficou na 50° e 28° posição no individual respectivamente, e 13 por equipes em 1960. 
Foi campeão mundial da prova de natação do Pentatlo Moderno.